# Curaçao
Curaçao (nizozemsko: [kyːraːˈsʌu, kuːr-] (); papiamentsko Kòrsou, [ˈkɔrsɔu̯]) je otoška država Malih Antilov v južnem Karibskem morju in nizozemski karibski regiji, približno 65 km severno od venezuelske obale. Je konstituivna dežela (nizozemsko land) Kraljevine Nizozemske. Skupaj z Arubo in Bonairejem tvori ABC otoke. Skupaj se Curaçao, Aruba in drugi nizozemski otoki v Karibih pogosto imenujejo Nizozemski Karibi.
Curaçao je bil prej del kolonije Curaçao in Odvisni teritorij od 1815 do 1954, pozneje pa Nizozemskih Antilov od 1954 do 2010 kot »otoško ozemlje Curaçao«  (nizozemsko Eilandgebied Curaçao, Papiamento: Teritorio Insular di Korsou) in se zdaj uradno imenuje Dežela Curaçao (nizozemsko Land Curaçao, Papiamento:  Pais Korsou). Vključuje glavni otok Curaçao in veliko manjši, nenaseljen otok Klein Curaçao (Mali Curaçao). Curaçao ima 158.665 prebivalcev  (ocena januarja 2019) in območje 444 km; njegovo glavno mesto je Willemstad.

## Etimologija
Ena od razlag za ime otoka je, da je bil Curaçao avtonim, s katerim so se identificirala njegova staroselska ljudstva. Zgodnja španska poročila podpirajo to teorijo, saj se domorodna ljudstva omenjajo kot Indios Curaçaos.
Od leta 1525 je bil otok na španskih zemljevidih predstavljen kot Curaçote, Curasaote, Curasaore in celo Curacaute. Do 17. stoletja se je na večini zemljevidov pojavil kot Curaçao ali Curazao. Na zemljevidu, ki ga je leta 1562 v Antwerpnu ustvaril Hieronymus Cock, se je otok imenoval Qúracao.

## Zgodovina

### Predkolonialno obdobje
Prvotni prebivalci Curaçaa so bili Ameriški staroselci Aravak in Caquetio. Njihovi predniki so se na otok priselili s celinske Južne Amerike, verjetno več sto let pred prvim prihodom Evropejcev.

### Španska kolonizacija
Prvi Evropejci, za katere je zapisano, da so videli otok, so bili člani španske odprave pod vodstvom Alonsa de Ojede leta 1499. Španci so zasužnjili večino Aravakov za prisilno delo v svoji koloniji Hispaniola, a samemu otoku so posvečali malo pozornosti. Leta 1515 je bilo skoraj vseh 2000 tam živečih Caquetijev prepeljanih kot sužnji v Hispaniolo.
Od leta 1499 je Curaçao služil kot most za špansko raziskovanje in osvajanje ozemelj v severni Južni Ameriki. Španci so se na otoku naselili leta 1527. Skozi 16. stoletje so vladali Curaçau kot otoškemu delu province Venezuele, ki so ga upravljali s celine, preden so ga postopoma opustili, ko je kolonizacija celine napredovala. Ena najstarejših pisnih omemb otoka je v arhivu glavnega javnega mestnega registra Caracasa v Venezueli. V dokumentu z dne 9. decembra 1595 piše, da je Francisco Montesinos, duhovnik in vikar »Yslas de Curasao, Aruba in Bonaire«, svoje pooblastilo podelil Pedru Gutiérrezu de Lugu, prebivalcu Caracasa, da pobere svojo cerkveno plačo iz kraljeve zakladnice španskega kralja Filipa II..
Španci so na Curaçao prinesli številne drevesne, rastlinske in živalske vrste, vključno s konji, ovcami, kozami, prašiči in govedom iz Evrope in drugih španskih kolonij. Na splošno so se uvožene ovce, koze in govedo obnesle relativno dobro. Caquetios in Španci so govedo prosto pasli po nasadih kunukuja in savanah.

### Nizozemska kolonialna vladavina
Leta 1634 je med osemdesetletno vojno za neodvisnost med Republiko Nizozemsko in Španijo Nizozemska zahodnoindijska družba pod vodstvom admirala Johanna van Walbeecka vdrla na otok; Španci so se avgusta predali v San Juanu. Približno 30 Špancev in veliko avtohtonih prebivalcev je bilo nato deportiranih v Santa Ano de Coro v Venezueli. Približno 30 družin Taíno je smelo živeti na otoku, medtem ko so se tam začeli naseljevati nizozemski kolonisti. Nizozemska zahodnoindijska družba je ustanovila glavno mesto Willemstad na bregovih zaliva, imenovanega Schottegat; naravno pristanišče se je izkazalo za idealen kraj za trgovino. Trgovina in ladijski promet – ter piratstvo – sta postala najpomembnejša gospodarska dejavnost Curaçaa. Kasneje je postalo glavna panoga rudarjenje soli. Od leta 1662 je nizozemska zahodnoindijska družba Curaçao naredila za središče atlantske trgovine s sužnji, ki je na otok pogosto pripeljala sužnje iz zahodne Afrike, preden jih je prodala drugam na Karibih in španski glavnini.
Sefardski Judje, ki so bežali pred preganjanjem v Španiji in na Portugalskem, so poiskali varno zatočišče v nizozemski Braziliji in Nizozemski republiki. Mnogi so se naselili na Curaçau, kjer so pomembno prispevali k njegovi civilni družbi, kulturnemu razvoju in gospodarski blaginji.
V francosko-nizozemski vojni 1672–1678 je francoski grof Jean II. d'Estrées načrtoval napad na Curaçao. Njegova flota – 12 bojnih ladij, tri zažigalne ladje, dve transportni ladji, bolnišnična ladja in 12 zasebnikov – je doživela katastrofo, izgubila je sedem vojakov in dve drugi ladji, ko so udarili na grebene pred arhipelagom Las Aves. Resna navigacijska napaka se je zgodila 11. maja 1678, teden dni po tem, ko je flota odplula iz Saint Kittsa. V spomin na ta tesen pobeg pred invazijo je Curaçao dogodke zaznamoval z dnevom zahvale, ki so ga praznovali desetletja v 18. stoletju. 
Številni nizozemski kolonisti so postali premožni zaradi trgovine s sužnji, in so v glavnem mestu Willemstad zgradili impresivne kolonialne stavbe; mesto je od leta 1997 na seznamu Unescove svetovne dediščine pod nazivo Historic Area of Willemstad, Inner City and Harbour, Curaçao (Zgodovinsko območje Willemstad, notranje mesto in pristanišče, Curaçao).  
Leta 1795 se je pod vodstvom Tule Rigauda, Louisa Mercierja, Bastiana Karpate in Pedra Wakaoa zgodil velik upor sužnjev. Do 4000 sužnjev na severozahodnem Curaçau se je uprlo, več kot 1000 pa jih je sodelovalo v daljših streljanjih. Po mesecu dni so lastniki sužnjev uspeli zatreti upor.
Bližina Curaçaa Južni Ameriki je povzročila interakcijo s kulturami obalnih območij več kot stoletje po neodvisnosti Nizozemske od Španije. Arhitekturne podobnosti je mogoče opaziti med soseskami Willemstad iz 19. stoletja in bližnjim venezuelskim mestom Coro v državi Falcón, ki je prav tako uvrščeno na seznam svetovne dediščine. Nizozemska je vzpostavila gospodarske vezi s podkraljestvom Nova Granada, ki je vključevalo današnji državi Kolumbijo in Venezuelo. V 19. stoletju so bili Kurasavčani, kot sta Manuel Piar in Luis Brión, vidno vključeni v osamosvojitvene vojne Venezuele in Kolumbije. Politični begunci s celine, kot je Simon Bolivar, so se ponovno zbrali na Curaçau.  
V 18. in 19. stoletju so Britanci večkrat napadli otok, predvsem v letih 1800, 1804 in od 1807 do 1815.
Stabilna nizozemska vladavina se je vrnila leta 1815 ob koncu napoleonskih vojn, ko je bil otok vključen v kolonijo Curaçao in Odvisni teritoriji.
Nizozemci so leta 1863 odpravili suženjstvo, kar je povzročilo velike spremembe v gospodarstvu s prehodom na mezdno delo. Nekateri prebivalci Curaçaoa so emigrirali na druge otoke, na primer na Kubo, da bi delali v nasadih sladkornega trsa. Drugi nekdanji sužnji niso imeli kam iti in so nadaljevali z delom za lastnike plantaž po sistemu zakupnikov, v katerem so nekdanji sužnji zakupili zemljo od nekdanjih gospodarjev in večino svojega pridelka plačevali lastnikom kot najemnino. Sistem je trajal do začetka 20. stoletja. 
Zgodovinsko gledano nizozemščina na otoku ni bila razširjena zunaj kolonialne uprave, vendar se je njena uporaba povečala v poznem 19. in začetku 20. stoletja. Študente na Curaçau, Arubi in Bonaireju so poučevali pretežno v španščini do poznega 17. stoletja, ko so Britanci zavzeli vse tri otoke. Poučevanje španščine je bilo obnovljeno, ko se je leta 1815 nadaljevala nizozemska vladavina. Prav tako so bila vložena prizadevanja za uvedbo široko razširjenega dvojezičnega nizozemskega in papiamentskega izobraževanja v poznem 19. stoletju.

### 20. in 21. stoletje
Leta 1929 je Curaçao napadel poveljnik venezuelskih upornikov Rafael Simón Urbina, ki je ugrabil guvernerja Leonardusa Albertusa Fruytierja. V odgovor so Nizozemci povečali svojo vojaško prisotnost na otoku. 
Leta 1954 so se Curaçao in druge nizozemske karibske kolonije združile v Nizozemske Antile. Nezadovoljstvo z na videz podrejenim odnosom Curaçaa do Nizozemske, nenehna rasna diskriminacija in porast brezposelnosti zaradi odpuščanj v naftni industriji so leta 1969 privedli do vrste nemirov. Nemiri so v Willemstadu povzročili dve smrti, številne poškodbe in hudo škodo. V odgovor je nizozemska vlada uvedla daljnosežne reforme, ki so Afro-Kurakavčanom omogočile večji vpliv na politično in gospodarsko življenje otoka ter povečale pomen lokalnega jezika Papiamentu. 
Sredi 1980-ih je Shell prodal svojo rafinerijo za simbolični znesek enega antilskega guldna lokalnemu vladnemu konzorciju. V zadnjih letih je bila stara rafinerija predmet tožb, ki trdijo, da njene emisije, vključno z žveplovim dioksidom in trdnimi delci, močno presegajo varnostne standarde. Vladni konzorcij odda rafinerijo v najem venezuelski državni naftni družbi PDVSA.
Curaçao naj bi 1. julija 2007 postal dežela v okviru Kraljevine Nizozemske, tako kot Aruba in Nizozemski Antili. 28. novembra 2006 je bila sprememba odložena, ko je otoški svet zavrnil memorandum o razjasnitvi postopka. Nov otoški svet je ta sporazum ratificiral 9. julija 2007. 15. decembra 2008 naj bi Curaçao ponovno postal ločena dežela znotraj Kraljevine Nizozemske. Nezavezujoči referendum o tej potezi je bil 15. maja 2009 v Curaçau; Podprlo ga je 52 odstotkov volivcev.

#### Od razpada Nizozemskih Antilov
Razpustitev Nizozemskih Antilov je začela veljati 10. oktobra 2010. Curaçao je postal dežela v okviru Kraljevine Nizozemske, pri čemer je kraljestvo obdržalo odgovornost za obrambo in zunanjo politiko. Kraljestvo je bilo zadolženo tudi za nadzor nad financami otoka v okviru dogovora o odpisu dolgov, o katerem sta se dogovorila oba. Prvi premier Curaçaa je bil Gerrit Schotte. Leta 2012 ga je nasledil začasni Stanley Betrian. Po volitvah leta 2012 je Daniel Hodge 31. decembra 2012 postal tretji premier. Demisionarski kabinet je vodil do 7. junija 2013, ko je zaprisegel nov kabinet pod vodstvom Ivarja Asjesa.
Čeprav je Curaçao avtonomen, se je Nizozemska vmešala v njegove zadeve, da bi zagotovila izvedbo parlamentarnih volitev in pomagala pri dokončnem oblikovanju točnih proračunov. Julija 2017 je Curaçavski premier Eugene Rhuggenaath dejal, da želi, da Curaçao prevzame vso odgovornost za svoje zadeve, vendar je prosil za več sodelovanja in pomoči Nizozemske s predlogi za bolj inovativne pristope, ki bi Curaçau pomagali uspeti in povečati njegov življenjski standard.  Nizozemska vlada je vlado Curaçaa opomnila, da je pomagala pri pogajanjih o rafineriji nafte s Kitajci »ob številnih priložnostih«.

## Geografija

### Plaže
Curaçao ima veliko število plaž. Večina jih je na južni strani otoka. Najbolj znani so:
- Baya Beach
- Blue Bay
- Boca Sami
- Daaibooi
- Grote Knip (Kenepa Grandi)
- Kleine Knip (Kenepa Chiki)
- Kokomo Beach
- Mambo Beach
- Piscaderabaai
- Playa Forti
- Playa Jeremi
- Playa Kas Abao
- Playa Kalki
- Playa Kanoa
- Playa Lagun
- Playa Porto Marie
- Playa Santa Cruz
- Playa Santa Barbara
- Seaquarium Beach
- Sint Michielsbaai
- Vaersenbaai
- Westpunt

 Curaçao ima skupaj 37 plaž.

### Trdnjave
Ko so leta 1634 prispeli Nizozemci, so zgradili utrdbe na ključnih točkah po otoku, da bi se zaščitili pred tujimi silami, zasebniki in pirati. Še danes je šest najbolje ohranjenih utrdb:
- Utrdba Amsterdam (1635)
- Utrdba Beekenburg (1703)
- Utrdba Nassau (1797)
- Waterfort (1826)
- Utrdba Rif (1828) [40]
- Utrdba Piscadera Bay (zgrajena med 1701 in 1704)

Poleg Svetega Martina Curaçao kot svojo valuto uporablja karibski gulden, ki je 31. marca 2025 nadomestil nizozemski antilski gulden. Njegovo gospodarstvo je dobro razvito, podpira visok življenjski standard, se uvršča na 46. mesto na svetu po BDP (PKS) na prebivalca in na 27. mesto na svetu po nominalnem BDP na prebivalca . Curaçao ima gospodarstvo z visokimi dohodki, kot ga opredeljuje Svetovna banka.  Dejavnosti, povezane s pristaniščem Willemstad, kot je cona proste trgovine, pomembno prispevajo k gospodarstvu. Da bi dosegla večjo gospodarsko diverzifikacijo, vlada curaçaoa  povečuje svoja prizadevanja za privabljanje več tujih naložb. Ta politika, imenovana politika "odprtih rok", se močno osredotoča na privabljanje podjetij z informacijsko tehnologijo .   
Čeprav ima turizem pomembno vlogo v gospodarstvu Curaçaa, je otok manj odvisen od turizma kot številne druge karibske države. Večina turistov prihaja na Curaçao iz Nizozemske, vzhodnih ZDA in Južne Amerike.  Curaçao je bil s 610.186 potniki na križarjenjih leta 2013 vodilni na Karibih po rasti turizma s križarjenja, kar je 41,4 % več kot leto prej. Mednarodno letališče Hato je v letu 2013 sprejelo 1.772.501 potnikov in napovedalo kapitalske naložbe v skupni vrednosti 48 USD milijonov, namenjenih preoblikovanju letališča v regionalno vozlišče.

### Vera
- rimskokatoliški:  69,8 %[48]
- adventisti: 9 %[48]
- evangeličanski: 8,9 %[48]
- binkoštni: 7,6 %[48]
- drugi protestanti: 3,2 %[48]
- Jehovove priče: 2 %[48]
- drugo: 3,8 %[48]
- nobena: 10 %[48]
- nedoločeno: 0,6 %[48]